# Gideon Börje

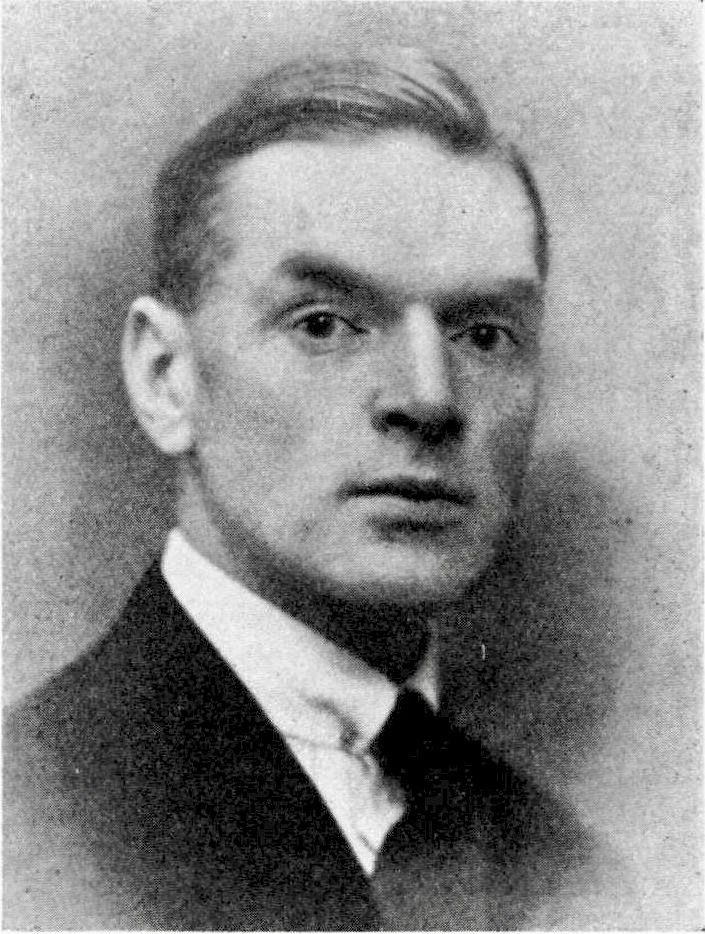
Gideon Börje.

Gustav Gideon Börje (före 1918 Pettersson), född 21 februari 1891 i Hedvig Eleonora församling i Stockholm, död 3 augusti 1965 i Oscars församling, var en svensk målare.

## Biografi
Gideon Börje studerade vid Tekniska skolan i Stockholm och förvärvsarbetade under några år, samtidigt som han bedrev kvällstudier i kroki vid Wilhelmsons målarskola. Han blev övertalad av Eric Hallström att ägna sig åt måleriet på allvar och de två arbetade sedan tillsammans en tid, bland annat i en gemensam ateljé på Kungsholmen. De ställde även ut tillsammans 1918 i Arturo Ciacellis konstgalleri på Strandvägen i Stockholm. Efter första världskriget reste han liksom många andra svenska konstnärer till Italien. Han vistades även i södra Frankrike som Ester Lindahl-stipendiat.
Han var till en början naivist, men efter kontakten med den tidiga italienska konsten kom hans måleri att präglas allt mer av en klar formgivning och en klassisk balanserad komposition. Under 30-talet vidgas hans färgregister och han ägnar sig åt att måla det norrländska landskapet. Vid denna tid gör han även en hel del porträtt av vänner och kollegor. Han tillhörde sedan dess start konstnärsgruppen Färg och Form.
Gideon Börjes verk finner man till exempel vid Nationalmuseum, Moderna Museet, Göteborgs konstmuseum, Malmö museum, Waldemarsudde, Kalmar Konstmuseum, Norrköpings konstmuseum samt Stadsmuseet i Stockholm, som har målningen kallad Södermalmstorg.
| ”                           | Vi finner både ömhet hos honom och värme då han målar hustru och barn. Men det har inte blivit till den lite mjäkiga idyll, som Carl Larsson hemföll åt. Denne var sentimental, men Börje är målare först och främst ... Det är den stora gammaldagssalen med blommorna i fönstren, verandan med utsikten över den vildvuxna trädgården och sjön ... Som äkta konstnär älskar han allt omkring sig, men är kärleken några grader varmare, då det rör de närmaste är det självklart och riktigt och han har okonventionellt och måleriskt berättat oss om sin kärlek. | „ |
| – Bror Hjorth: Gideon Börje | |   |